# Топлец
Топлец (рум. Topleţ) насеље је у Румунији у округу Караш-Северин у општини Топлец. Oпштина се налази на надморској висини од 94 m у долини реке Черне.

## Прошлост
По "Румунској енциклопедији" место се први пут помиње 1436. године. 
Аустријски царски ревизор Ерлер је 1774. године констатовао да место "Доплец" припада Оршовском округу и дистрикту. Село има милитарски статус а становници су Власи.

## Становништво
Према подацима из 2002. године у насељу је живело 2923 становника.

### Попис2002.
| Расподела становништва по националности 2002.‍ | Расподела становништва по националности 2002.‍ | Расподела становништва по националности 2002.‍ | Расподела становништва по националности 2002.‍ | Расподела становништва по националности 2002.‍ |
| --------------------------------------------- | --------------------------------------------- | --------------------------------------------- | --------------------------------------------- | --------------------------------------------- |
|                                               |                                               |                                               |                                               |                                               |
| Румуни                                        | Румуни                                        |                                               | 2.796                                         | 95,9%                                         |
| Мађари                                        | Мађари                                        |                                               | 10                                            | 0,3%                                          |
| Роми                                          | Роми                                          |                                               | 96                                            | 3,3%                                          |
| Немци                                         | Немци                                         |                                               | 15                                            | 0,5%                                          |

### Хронологија
| Година       | 1992 | 1993 | 1994 | 1995 | 1996 | 1997 | 1998 | 1999 | 2000 | 2001 | 2002 | 2003 | 2004 | 2005 | 2006 | 2007 | 2008 | 2009 | 2010 | 2011 | 2012 | 2013 | 2014 | 2015 | 2016 | 2017 |
| ------------ | ---- | ---- | ---- | ---- | ---- | ---- | ---- | ---- | ---- | ---- | ---- | ---- | ---- | ---- | ---- | ---- | ---- | ---- | ---- | ---- | ---- | ---- | ---- | ---- | ---- | ---- |
| Становништво | 2951 | 2929 | 2889 | 2873 | 2836 | 2823 | 2809 | 2772 | 2741 | 2756 | 2779 | 2772 | 2754 | 2744 | 2751 | 2757 | 2769 | 2743 | 2719 | 2720 | 2704 | 2677 | 2631 | 2625 | 2601 | 2571 |